# Краудер, Тей
Декартавус «Тей» Краудер (англ. Dequartavous «Tae» Crowder; 12 марта 1997, Пайн-Маунтин, Джорджия) — профессиональный американский футболист, выступающий на позиции лайнбекера в клубе НФЛ «Питтсбург Стилерз». На студенческом уровне играл за команду университета Джорджии. На драфте НФЛ 2020 года был выбран последним, получив титул «Мистер Ненужный».

## Биография
Декартавиус Краудер родился 12 марта 1997 года в Пайн-Маунтине в Джорджии. Окончил старшую школу округа Харрис. В составе школьной футбольной команды играл на позициях ресивера и раннинбека, три года занимался баскетболом. После окончания школы поступил в университет Джорджии.

### Любительская карьера
Сезон 2015 года Краудер провёл в статусе освобождённого игрока, участвуя в тренировках, но не выходя на поле в матчах. По ходу следующего сезона тренерский штаб команды перевёл его с позиции раннинбека на место внутреннего лайнбекера, в турнире NCAA 2016 года он принял участие в одном матче. В 2017 году он сыграл во всех пятнадцати матчах команды, сделав семь захватов.
В сезоне 2018 года он сыграл в четырнадцати матчах, в пяти из них выходил на поле в стартовом составе. По итогам турнира Краудер стал вторым в команде по количеству оказанных на квотербека давлений. В 2019 году он занял место стартового лайнбекера «Буллдогз», приняв участие в четырнаднадцати играх и сделав 62 захвата. В игре с «Теннесси» он занёс 60-ярдовый тачдаун на возврате фамбла. По итогам года его включили в число претендентов на награду Баткаса лучшему лайнбекеру студенческого футбола.

#### Статистика выступлений в NCAA
| Сезон | Команда           | Игры | Захваты | Захваты | Захваты | Захваты | Захваты | Перехваты | Перехваты | Перехваты | Перехваты | Перехваты | Фамблы | Фамблы | Фамблы | Фамблы |
| Сезон | Команда           | Игры | Solo    | Ast     | Tot     | Loss    | Sk      | Int       | Yds       | Y/R       | TD        | PD        | FR     | Yds    | TD     | FF     |
| ----- | ----------------- | ---- | ------- | ------- | ------- | ------- | ------- | --------- | --------- | --------- | --------- | --------- | ------ | ------ | ------ | ------ |
| 2015  | Джорджия Буллдогз | —    | —       | —       | —       | —       | —       | —         | —         | —         | —         | —         | —      | —      | —      | —      |
| 2016  | Джорджия Буллдогз | 1    | 0       | 0       | 0       | 0,0     | 0,0     | 0         | 0         | 0,0       | 0         | 0         | 0      | 0      | 0      | 0      |
| 2017  | Джорджия Буллдогз | 15   | 3       | 4       | 7       | 0,0     | 0,0     | 0         | 0         | 0,0       | 0         | 0         | 0      | 0      | 0      | 0      |
| 2018  | Джорджия Буллдогз | 14   | 18      | 35      | 53      | 6,0     | 1,5     | 2         | 56        | 28,0      | 0         | 1         | 1      | 0      | 0      | 1      |
| 2019  | Джорджия Буллдогз | 14   | 29      | 33      | 62      | 4,0     | 0,0     | 0         | 0         | 0,0       | 0         | 4         | 1      | 60     | 1      | 0      |
| Всего | Всего             | 44   | 50      | 72      | 122     | 10,0    | 1,5     | 2         | 56        | 28,0      | 0         | 5         | 2      | 60     | 1      | 1      |

### Профессиональная карьера
Перед драфтом НФЛ 2020 года аналитик издания Bleacher Report Мэтт Миллер характеризовал Краудера как игрока с хорошими антропометрическими данными и скоростью, не обладающего достаточным уровнем базовых навыков. К его сильным сторонам он относил большой опыт игры в одной из лучших защит студенческого футбола и хорошее видение поля. На драфте Краудер был выбран клубом «Нью-Йорк Джайентс» в седьмом раунде под общим 255-м номером, став обладателем титула «Мистер Ненужный». В мае он подписал с командой четырёхлетний контракт на сумму 3,4 млн долларов.
В дебютном сезоне в НФЛ Краудер сыграл в одиннадцати матчах, шесть из них начал в стартовом составе. Часть игр ему пришлось пропустить из-за травмы подколенного сухожилия. Он сделал 34 захвата, сэк и занёс победный тачдаун на возврате фамбла в игре против «Вашингтона». В 2021 году он был стартовым лайнбекером «Джайентс» во всех семнадцати матчах регулярного чемпионата и стал лидером команды по количеству сделанных захватов.
Перед началом сезона 2022 года «Джайентс» отчислили Блейка Мартинеса, после чего Краудер остался основным претендентом на место стартового центрального лайнбекера команды. Он сыграл в основном составе в первых восьми матчах чемпионата, но затем проиграл конкуренцию Джейлону Смиту и новичку Майке Макфаддену. Игровое время Краудера постепенно сокращалось, в декабре в Твиттере он опубликовал пост с просьбой «освободить его». Позднее он извинился перед главным тренером клуба Брайаном Даболлом, но 20 декабря «Джайентс» выставили его на драфт отказов. После этого Краудер был зачислен в тренировочный состав клуба, откуда его 27 декабря забрали «Питтсбург Стилерз».

#### Статистика выступлений в НФЛ

##### Регулярный чемпионат
| Сезон | Команда           | Игры | Захваты | Захваты | Захваты | Захваты | Захваты | Перехваты | Перехваты | Перехваты | Перехваты | Перехваты | Фамблы | Фамблы | Фамблы | Фамблы |
| Сезон | Команда           | Игры | Solo    | Ast     | Tot     | Loss    | Sk      | Int       | Yds       | Y/R       | TD        | PD        | FR     | Yds    | TD     | FF     |
| ----- | ----------------- | ---- | ------- | ------- | ------- | ------- | ------- | --------- | --------- | --------- | --------- | --------- | ------ | ------ | ------ | ------ |
| 2020  | Нью-Йорк Джайентс | 11   | 34      | 23      | 57      | 3       | 1,0     | 0         | 0         | 0,0       | 0         | 1         | 1      | 43     | 1      | 0      |
| 2021  | Нью-Йорк Джайентс | 17   | 64      | 66      | 130     | 3       | 0,0     | 2         | 26        | 13,0      | 0         | 6         | 0      | 0      | 0      | 1      |
| 2022  | Нью-Йорк Джайентс | 13   | 26      | 19      | 45      | 3       | 1,0     | 0         | 0         | 0,0       | 0         | 1         | 0      | 0      | 0      | 1      |
| Всего | Всего             | 41   | 124     | 108     | 232     | 9       | 2,0     | 2         | 26        | 13,0      | 0         | 8         | 1      | 43     | 1      | 2      |